# Diocèse de Nuevo Casas Grandes
Le diocèse de Nuevo Casas Grandes (en latin : Dioecesis Neograndicasensis ; en espagnol : Diócesis de Nuevo Casas Grandes) est un diocèse de l'Église catholique du Mexique, suffragant de l'archidiocèse de Chihuahua.

## Territoire

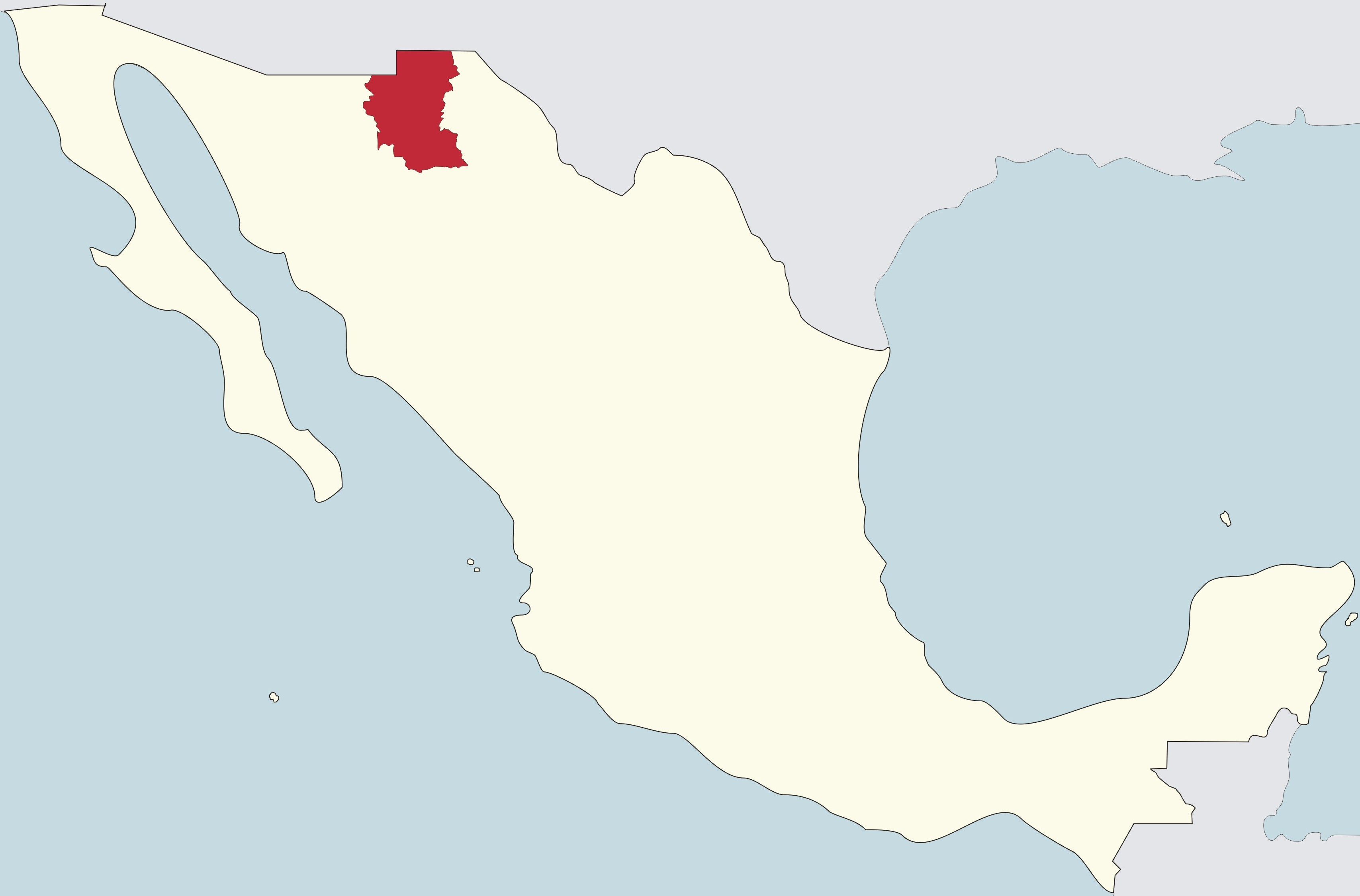
Le diocèse de Nuevo Casas Grandes en rouge sur la carte du Mexique

Il comprend les municipalités d'Ascensión, Buenaventura, Casas Grandes, Galeana, Ignacio Zaragoza, Janos et Nuevo Casas Grandes de l'État de Chihuahua ce qui correspond à un territoire d'une superficie de 36 320 km2 divisé en 25 paroisses.
Le siège épiscopal est dans la ville de Nuevo Casas Grandes où se trouve la cathédrale Notre-Dame-de-la-Médaille-Miraculeuse.

## Historique
La prélature territoriale de Nuevo Casas Grandes est érigée le 13 avril 1977 par la constitution apostolique Praecipuum animarum du pape Paul VI en prenant une partie du territoire du diocèse de Ciudad Juárez.
Le 2 juin 2000, la prélature est élevée au rang de diocèse par la constitution apostolique Constat praelaturam du pape Jean-Paul II.

## Évêques
- Hilario Chávez Joya, M.N.M (13 avril 1977 - 22 mai 2004)
- Gerardo de Jesús Rojas López (22 mai 2004 - 7 décembre 2010), nommé évêque de Tabasco
- Jesús José Herrera Quiñónez (27 octobre 2011 - 21 septembre 2023), nommé évêque de Culiacán
- Victor Melchor Quintana Quezada (depuis le 25 janvier 2025)